# Gottfried Reinhold Treviranus

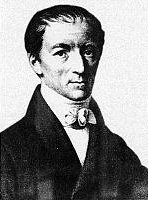
Gottfried Reinhold Treviranus

Gottfried Reinhold Treviranus (* 4 februarie, 1776, la Bremen - † 16 februarie, 1837, la Bremen) a fost un naturalist german. 

## Viața și opera

### Viața
Gottfried Reinhold Treviranus s-a născut în Bremen, la 4 februarie 1776. Este fiul lui Joachim Johann Treviranus, iar fratele său este naturalistul Ludolph Christian Treviranus (1779 - 1864). A studiat matematicile și medicina la Göttingen, din 1798 până în 1796, an când a obținut doctoratul. A fost profesor de medicină și de matematici la Lyceum din Bremen în 1797. În paralel a fost medicul orașului Bremen.

### Sfârșitul vieții
Gottfried Reinhold Treviranus a decedat în localitatea natală, Bremen, la 16 februarie 1837.

### Opera
- Physiologische Fragmente, Hannover, 1779–1799
- Biologie, oder Philosophie der lebenden Natur für Naturforscher und Aerzte, Göttingen, (șase volume), 1802–1822
- Vermischte Schriften anatomischen und physiologischen Inhalts 188 S, Röwer, Göttingen, 1816; gemeinsam mit Bruder Ludolf Christian T. (Prof med, Rostock) verfasst.
- Die Erscheinungen und Gesetze des organischen Lebens, Bremen, 1831–1832
- Beiträge zur Anatomie und Physiologie der Sinneswerkzeuge des Menschen und der Thiere, Bremen, 1828
- Beiträge zur Aufklärung der Erscheinungen und Gesetze des organischen Lebens, Bremen, 1835–1837
- Numeroase alte articole
- Treviranus a jucat un rol deosebit în dezvoltarea histologiei moderne și a promovat folosirea microscopului în biologie. A participat la constituirea biologiei ca disciplină științifică de sine stătătoare.
- Gottfried Reinhold Treviranus, alături de Jean-Baptiste de Lamarck, a creat cuvântul biologie, pentru a desemna știința ființelor vii.